# Chorea van Sydenham
Chorea van Sydenham of chorea minor, vroeger sint-vitusdans, is een zeldzame neurologisch aandoening en een van de vormen van chorea. Het komt vooral bij kinderen voor en is geassocieerd met acuut reuma na streptokokkeninfecties van het serotype Lancefield groep A. De symptomen treden meestal op na een flinke keelinfectie door streptokokken; de ziekte verschijnt na enkele weken en kan maanden duren.

## Symptomen
De ziekte kenmerkt zich door schokkerige/dansende bewegingen van het gelaat en de ledematen. De symptomen houden meestal 6 weken tot 12 maanden aan om dan te verdwijnen. Over het algemeen is het niet pijnlijk, maar wel zeer vervelend.

## Ontstaan
Om van de streptokokkeninfectie af te komen, stelt het immuunsysteem een afweerreactie op die dan vecht tegen streptokokken. Antistoffen tegen deze bacterie blijken ook bepaalde weefsels van het eigen lichaam aan te vallen,  zoals de basale kern in de hersenen. Dat is de zetel voor de lichaamsbewegingen. Dit hersengedeelte raakt door de streptokokken A ontstoken, waardoor het minder goed functioneert.
Een ontsteking van de hartspier kan ook een gevolg zijn en hierdoor kunnen hartkleppen beschadigd raken. Dit komt voor bij 1/3 van de kinderen met Chorea van Sydenham. Een voorbode kan oververmoeidheid zijn, maar soms is die er helemaal niet. Een kindercardioloog is de aangewezen persoon voor advies.

## Voorkomen
Chorea van Sydenham komt bij een op 500.000 kinderen voor en is dus zeldzaam. Vroeger kwam chorea van Sydenham vaker voor vanwege minder gunstige levensomstandigheden. Het is het meest vastgesteld bij kinderen tussen het vijfde en vijftiende levensjaar, bij meisjes drie keer zo vaak als bij jongens.

## Diagnose
De diagnose chorea van Sydenham kan worden vastgesteld door een keelkweek om de aanwezigheid van streptokokken A vast te stellen en/of door middel van een Anti- StreptokokkenTiter (AST) bloedtest. Vaak wordt ook een MRI gedaan om vast te stellen of het Chorea van Sydenham geen andere oorzaak heeft.

## Naamgeving
Het ziektebeeld is vernoemd naar de vierde-eeuwse Siciliaanse Sint-Vitus. Binnen de katholieke traditie wordt Vitus gezien als een van de veertien heilige helpers, heiligen die worden aangeroepen om bepaalde ziekten te genezen. In het geval van Vitus, vooral bij zenuwaandoeningen. Vitus is daarnaast de beschermheilige van dansers, zangers en epileptici.
De term Sint-Vitusdans wordt ook regelmatig gebruikt voor sint-jansziekte, waarbij de getroffen personen een ziekelijke drang om te dansen vertonen.